# Maelstrom (RMI)
Maelstrom is een studioalbum van Radio Massacre International (RMI). RMI zat na het reguliere album Borrowed atoms en voor het reguliere album Planets in the wire een beetje op een dood punt. Vandaar dat in de tussenliggen periode muziek uit hun verleden werd uitgegeven, dan wel verzamelalbums met registratie van concerten. Maelstrom is een album dat in eigen beheer is uitgegeven en opnamen bevat uit de tussenliggende periode Borrowed atoms-Planets in the wire. Het album was derhalve alleen bij de band verkrijgbaar en werd op verzoek op cd-r gebrand. 

## Musici
- Steve Dinsdale, Duncan Goddard, Gary Houghton – synthesizers, gitaar, basgitaar

## Muziek
| Nr. | Titel              | Duur  |
| --- | ------------------ | ----- |
| 1.  | Maelstrom (part 1) | 28:00 |
| 2.  | Maelstrom (part 2) | 28:00 |